# Andrees Allgemeiner Handatlas
Andrees Allgemeiner Handatlas va ser una important obra cartogràfica (un atles general) publicat en diverses edicions alemanyes i estrangeres entre 1881 i 1937. Porta el nom de Richard Andree (1835-1912) i publicat per l'editorial Velhagen & Klasing a Bielefeld a Alemanya.
Utilitzant la cromolitografia, en lloc de la placa de coure gravada, però amb la reproducció dels mapes de planxes de zinc que van ser gravades en baix relleu (just com la impressió tipogràfica), V & K va ser capaç d'oferir mapes detallats a un preu molt més baix que les obres en competència, com les edicions 7a i 8a de Stielers Handatlas. L'edició de 1937 de Andrees Handatlas va ser impresa utilitzant òfset.

## Edicions
La primera edició va aparèixer el 1881. Les 4a i 5a edicions van ser editades per Albert Scobel (1851-1912); la 6a i 8a per Ernst Ambrosius; i l'edició final, per Konrad Frenzel. Els cartògrafs van ser G. Jungk (†1932), R. Kocher, E. Umbreit (†1904), A. Thomas (†1930), H. Mielisch (†1925), i K. Tänzler (†1944) tot i que la producció d'una sèrie de mapes es va contractar als instituts geogràfics com Peip, Wagner & Debes, Sternkopf, Sulzer.
| 1881 | [1r] | -                  | 86      | -   | -       | -                                            |
| 1887 | 2n   | Segona             | 120 + 2 | -   | -       | 1889, 1890                                   |
| 1887 | -    | Suplement          | 33      | -   | -       | Per als propietaris de la primera edició.    |
| 1893 | 3r   | Tercera            | 91      | 86  | -       | 1896                                         |
| 1893 | -    | Suplement          | 64      | -   | -       | Per als propietaris de les edicions 1a i 2a. |
| 1899 | 4t   | Quarta             | 126     | 137 | -       | 1900, 1901, 1903, 1904                       |
| 1899 | -    | Suplement          | 53      | -   | -       | Per als propietaris de les edicions 2a i 3a. |
| 1906 | 5a   | Cinquena¹          | 139     | 161 | -       | 1907, 1908, 1909, 1910, 1911, 1912, 1913     |
| 1914 | 6a   | Sisena²            | 221     | 192 | -       | -                                            |
| 1921 | 7a   | Setena²            | 228     | 215 | -       | 1921                                         |
| 1922 | 8a   | Vuitena²           | 228     | 198 | -       | 1924, 1924, 1928                             |
| 1922 | -    | Banda de suplement | 62      | -   | -       | Suplement, per a les edicions anteriors.     |
| 1930 | 8a   | Vuitena²           | 231     | 211 | 300,000 | 5a revisió                                   |
| 1937 | [9a] | Seleccionat3       | 100     | -   | -       | -                                            |
| ¹Edició d'aniversari. ²Índex de noms en un volum a part. 3Seleccionat o concisa, edició, en un sol volum. |      |                    |         |     |         |                                              |

Edicions per a altres països van ser així emesos:
- Edicions d'Àustria-Hongria van ser publicades a Viena el 1904, 1909, 1910, 1911, 1912 i 1913.
- Tres edicions de Andree's Stora Handatlas es van publicar a Estocolm (1881, 96 pàgines de mapes; 1899 Andra, 130 mapes grans i 140 mapes d'inserció; i 1907 tedje, 143 mapes grans i 163 mapes d'inserció), amb mapes addicionals d'Escandinàvia. El text de vers i el material introductori en suec.
- Els mapes de l'atles de Andree van ser utilitzats pel Universal Atlas de Cassell que publicat a Londres el 1891-1893 utilitzant mapes impresos a Leipzig en anglès; i per al Times Atlas de 1895 a 1900.